# Vidrarumeer
Het Vidrarumeer (Roemeens: Lacul Vidraru) is een stuwmeer in Roemenië, in het Făgărașgebergte. Het meer kwam in 1965 tot stand door de bouw van de Vidrarudam in de Argeș. Het Vidrarumeer is het op een na grootste meer van Roemenië; na het Bicazmeer, dat eveneens een stuwmeer is. Ten zuiden van het meer ligt het dorp Arefu. Er zijn ook verscheidene hotels. In het Vidrarumeer kan gevist worden. Twee kilometer voor de Vidrarudam bevindt zich, hoog op een rotspunt, de ruïne van de burcht van Vlad Tepes.
De Transfăgărășan, een spectaculaire bergweg door het midden van Roemenië, loopt langs het meer en over de dam.